# Friedrich Bundtzen
Friedrich Bundtzen (* 17. Juli 1910 in Brühl; † 31. Januar 1989 in Weißwasser/Oberlausitz) war ein deutscher Formgestalter und Glasdesigner. Friedrich Bundtzen gehörte neben Brigitte Bundtzen, Margarete Jahny, Ilse Decho und Horst Michel zu den einflussreichsten Glasgestaltern in der DDR.

## Leben
Bundtzen war der Sohn eines Glashüttenmeisters in Brühl. Nach dem Besuch der Volksschule in Kamenz begann Bundtzen eine Lehre als Zeichner und Glasmaler bei der Firma Max Kray & Co. in Kamenz. Nach Abschluss der Berufsschule und Lehre begann er 1925 eine dreijährige Wanderschaft durch verschiedene Glashütten in Kamenz, Bischofswerda und Gifhorn. 1932 erfolgte seine erste Festanstellung als Glasgestalter im Kamenzer Werk der Vereinigten Lausitzer Glaswerke. Seit 1938 arbeitete er in der Entwurfs- und Werbeabteilung unter der Leitung von Wilhelm Wagenfeld an der Entwicklung des Rautenglassortiments.
Seine berufliche Entwicklung wurde zu Beginn des Zweiten Weltkrieges durch seine Einberufung in die Wehrmacht unterbrochen. Nach Rückkehr aus der Kriegsgefangenschaft arbeitete er 1946/1947 als Kunsthandwerker in Kamenz. Im Herbst 1948 berief ihn Wilhelm Wagenfeld als Assistent nach Berlin. Hier begann er ein Studium an der Hochschule für Bildende Künste in Berlin-Wilmersdorf, das er – ebenso wie die Assistentenstelle – nach der Übersiedlung Wagenfelds nach Stuttgart Ende 1949 wieder aufgeben musste.
Seit 1949 arbeitete er als künstlerischer Leiter der Vereinigung Volkseigener Betriebe Ostglas und versuchte künstlerisch und qualitativ an die Vorkriegsentwürfe Wagenfelds anzuknüpfen.

„Noch werden die Wagenfeld-Gläser mit dem Rautenzeichen in dem Volkseigenen Betrieb 'Oberlausitzer Glaswerke' produziert und verkauft. Das, was an Schönen und Gutem vorhanden war, musste also erhalten bleiben, weil die Qualität in diesem Werk bedenklich nachließ, und zwar sowohl was die Formen als auch die dekorative Ausgestaltung der Gläser betraf.“

Am 1. Oktober 1950 gründete er die Werkstatt für Glasgestaltung in Weißwasser, für die er Graveure, Schleifer und Glasmaler, unter anderem Konrad Tag, Franz Haiplick, Fritz Heinzel, Fritz Wondrejz oder Karl Bayer als gewann. Bereits nach einem Jahr wurden fast 100 neue Formen mit dem Gütezeichen des Kunsthandwerks prämiert.
Künstlerisch von Wagenfeld geprägt, entwarf Bundtzen in den 1950er und 1960er Jahren, schlichte, meist konische Rauchglasvasen, Trinkglas- und Glasgeschirrserien sowie Preßgläser mit zurückhaltendem Dekor, die in Serie in der Glasfabrik Weißwasser Bärenhütte, Ankerglas Bernsdorf und im VEB Lausitzer Glaswerke Weißwasser sowie als Modelle oder Kleinserien in der Werkstatt für Glasgestaltung gefertigt wurden. Gemeinsam mit dem Glasschleifer Alfred Görner gelang ihm 1954 die erste (nachweisbare) Kopie eines römischen Diatretglases.
Friedrich Bundtzen stand bis 1971 noch in einem engen Briefkontakt mit Wilhelm Wagenfeld, in dem sich beide Designer intensiv über die Entwicklung der Form- und Dekorgestaltung sowie die Qualität der Gläser austauschten.
Neben seiner Entwurfstätigkeit war Friedrich Bundtzen als Dozent und Lehrbeauftragter an der Ingenieurschule für Glastechnik in Niesky, an der Technischen Universität Dresden sowie von 1961 bis 1988 an Hochschule für Bildende und Angewandte Kunst in Berlin-Weißensee tätig, die ihm 1967 auch das Diplom in Formgestaltung verlieh.
Die Glasentwürfe Friedrich Bundtzens wurden regelmäßig auf Kunstausstellungen der DDR und seit 1952 auf der Leipziger Messe gezeigt und in Zeitschriften wie Form + Zweck, Schönes Glas, Kultur im Heim sowie der Sybille publiziert.
Friedrich Bundtzen war von 1951 bis 1963 Mitglied im Gutachterausschuss des Deutschen Amtes für Material- und Warenprüfung (DAMW), seit 1965 des Rates für Gestaltung, des Rates für Industrieform der DDR, des Zentralvorstandes des Verbandes Bildender Künstler der DDR, Leiter des Arbeitskreises Wirtschaftsglas und seit 1968 künstlerischer Leiter des VVB Haushaltsglas und Verpackungsglas. Mit der Übernahme dieser Aufgabe musste er seine Entwicklungstätigkeit in der Werkstatt für Gestaltung aufgeben.
Seine Gläser werden heute in verschiedenen Museen für Angewandte Kunst gezeigt, unter anderem im Glasmuseum Weißwasser, in der Neuen Sammlung in der Münchener Pinakothek der Moderne, Grassimuseum in Leipzig, im Kunstgewerbemuseum Dresden, im Staatlichen Museum Schwerin und im Kunstgewerbemuseum Berlin.

## Auszeichnungen (Auswahl)
Seine Glasentwürfe wurden auf verschiedenen Ausstellungen und Messen, unter anderem mit der Goldmedaille auf der Leipziger Messe, mit mehreren Preisen auf der Kunstausstellung in Ljubljana, mit Goldmedaillen des Ministeriums für Kultur, dem Preis für hervorragende Formgestaltung vom Ministerium für Leichtindustrie und Institut für Angewandte Kunst und mehreren Gütezeichen des Kunsthandwerkes prämiert.
Im Jahr 1980 wurde Friedrich Bundtzen mit dem Designpreis der Deutschen Demokratischen Republik ausgezeichnet.

## Werke (Auswahl)
- Service Nr. 10000, Glasfabrik Weißwasser Bärenhütte (1950), Dekor Konrad Tag
- Bechervase Nr. 0101, Werkstatt für Glasgestaltung (1950)
- Kelchservice 10 002, 10 004 mit verschiedenen Schliffdekoren, Glasfabrik Weißwasser Bärenhütte (1950)
- Schale Oberweimar 0418/51, VEB Oberlausitzer Glaswerke (1951), Form: Wilhelm Wagenfeld; Dekor: Friedrich Bundtzen
- Vase 0134/52, Kristallglas mit vertikalem Hohlschliff, Glasfabrik Weißwasser Bärenhütte (1950)
- Stielvasen mit Schnittgravur Glasbläser und Pferd (1952)
- Stielvase 020/52, Werkstatt für Glasgestaltung (1952)
- Dose 0117/53, Bleikristall mit Hohlschliff, Glasfabrik Weißwasser Bärenhütte (1953)
- Vase 0194/53, Bleikristall mit Hohlschliff, Glasfabrik Weißwasser Bärenhütte (1953)
- Farbglasvasen, 311/54, 317/54, 337/54,  Werkstatt für Glasgestaltung (1954)
- Farbglasvase mit Luftblasen 0368/55, Werkstatt für Glasgestaltung (1955)
- Farbglasschalen 4403/56, 4404/56, 4406/56, VEB Oberlausitzer Glaswerke (1956), Form: Wilhelm Wagenfeld; Dekor: Friedrich Bundtzen
- Pressglasserie  Anker , VEB Ankerglas Bernsdorf (1956)
- Schalensatz Carla, Pressglas, VEB Ankerglas Bernsdorf (1958)
- Cocktailbecher  Nr. 155 ,  Kristallglas, Glasfabrik Weißwasser Bärenhütte (1958)
- Schalensatz Dominante,  Pressglas, VEB Ankerglas Bernsdorf (1958)
- Kelchglasserien 1036/59 und 1037/59, VEB Oberlausitzer Glaswerke, (1959/1960)
- Weinflasche mit Deckel und 6 Bechern 0279/59 und 0164/59, VEB Oberlausitzer Glaswerke, (1959)
- Cognacschwenker Stehauf 043/61, Werkstatt für Glasgestaltung (1961)
- Zylindervasen  0395/61,  Farbglas, Werkstatt für Glasgestaltung Weißwasser (1961)
- Bowle, Romanze,  4419/62 mit 6 Bechern 2033/62, VEB Oberlausitzer Glaswerke (1962)
- Krug mit Bechern, 0298/63, Glaswerk Rietschen (1963)
- Kelchservice 061/64, Werkstatt für Glasgestaltung (1964)
- Pressglasserie Bernsdorf, VEB Ankerglas Bernsdorf, (1964)
- Kelchservice Brillant, VEB Oberlausitzer Glaswerke (1965)
- Keksdose und Aschenbecher, Farbglas rot, 0412/65 und 0413/65, Werkstatt für Glasgestaltung Weißwasser (1965)
- Kelchschalen Mon Cherie, 078/66, VEB Oberlausitzer Glaswerke (1966)
- Stielvasen 0513/67 – Nr. 0516/67, Farbglas, VEB Oberlausitzer Glaswerke (1967)
- Eisschalensatz mit Kelchfuss 0236/68, VEB Oberlausitzer Glaswerke (1968)

## Schriften von Friedrich Bundtzen
- 20 Jahre Glasgestaltung in der DDR. Ausstellungskatalog, Schloss Pillnitz, Museum für Kunsthandwerk, Staatliche Kunstsammlungen Dresden, Dresden 1969.
- Glas Design 1950 bis 1975. Ausstellungskatalog, Branitz 1990

## Ausstellungen (unvollständig)
- 1958 Vierte Deutsche Kunstausstellung, Dresden[13]
- 1962 Gute Industrieform, Moskau und Peking
- 1962/1963 V. Deutsche Kunstausstellung, Dresden
- 1965 Ars Vitraria, Berlin
- 1967 Industrieform und Kunsthandwerk, Schloss Pillnitz
- 1968 DDR-Form, Leipzig und Weimar
- 1969 20 Jahre Glasgestaltung in der DDR, Schloss Pillnitz
- 1990 Glas Design 1950 bis 1975, Branitz